# Ovació
Una ovació (del llatí ovatio) és un aplaudiment en un espectacle públic.
L'antiga ovació a Roma era l'equivalent a un triomf menor. Es distingia del triomf perquè el que obtenia una ovació no entrava a la ciutat en carro estirat per quatre cavalls, sinó que entrava a peu; el vestit que portava era la toga pretexta (en el triomf vestimenta daurada); els cabells estaven coberts per corona de mirtal (ovulis corona) i no de llorer i no portava ceptre a la mà; la processó no estava precedida per heralds amb trompeta ni encapçalada pel senat i acompanyada de les tropes victorioses, i anaven només uns flautistes i cavallers i plebeus generalment sense soldats. La cerimònia acabava amb el sacrifici d'una cabra i no d'un bou. El nom d'ovació derivaria del tipus d'animal que se sacrificava (oví).
En temps més tardans, a partir del segle i aC, el que obtenia ovació entrava a la ciutat en cavall.
L'ovació es concedia quan encara que s'obtenia un avantatge sobre l'enemic no s'obtenia una victòria definitiva, o quan la victòria era obtinguda amb poc esforç i sang o si les hostilitats no havien estat regularment proclamades o no s'acabaven del tot; també s'obtenia ovació quan l'enemic era de classe baixa com esclaus revoltats. Cras quan va derrotar a Espàrtac va rebre una ovació, però per concessió especial del senat va poder portar corona de llorer.
La primera ovació es va fer el 503 aC pel cònsol Publi Postumi Tubert.